# Chungseon av Goryeo
Chungseon av Goryeo, född 1275, död 1325, var en koreansk monark. Han var kung av Korea 1298 och 1308–1313. 